# Brietlingen
Brietlingen – miejscowość i gmina położona w niemieckim kraju związkowym Dolna Saksonia, w powiecie Lüneburg. Należy do (niem. Samtgemeinde) gminy zbiorowej Scharnebeck.

## Położenie geograficzne
Brietlingen leży ok. 8 km na północ od Lüneburga i tyleż samo na południe od Lauenburg/Elbe. Do Hamburga jest ok. 45 km na północny zachód.
Od wschodu sąsiaduje z gminą Echem, od południa z gminą Adendorf, od północy graniczy z gminą Artlenburg. Na zachodzie znajduje się gmina Barum z gminy zbiorowej Bardowick i na północnym zachodzie gmina Tespe z gminy zbiorowej Elbmarsch w powiecie Harburg. Gmina leży pomiędzy kanałem Neetze a rzeką Neetze.

## Dzielnice gminy
W skład gminy Brietlingen wchodzą następujące dzielnice: Lüdershausen i Moorburg.

## Historia
Brietlingen został po raz pierwszy wzmiankowany 2 listopada 1004 w dokumencie króla Niemiec Henryka II, późniejszego cesarza.

## Komunikacja
Do najbliższej autostrady A 39 (do 2010 pod nazwą A250) w Lüneburgu jest ok. 7 km. Brietlingen leży na szlaku drogi krajowej B209 pomiędzy Lauenburg/Elbe na północy a Lüneburgiem na południu.